# اچ‌ام‌اس کالدر (کی۳۴۹)
اچ‌ام‌اس کالدر (کی۳۴۹) (به انگلیسی: HMS Calder (K349)) یک کشتی بود که طول آن ۳۰۶ فوت (۹۳ متر) بود. این کشتی در سال ۱۹۴۳ ساخته شد.